# يوهانس هربرت
يوهانس هربرت (بالألمانية: Johannes Herbert)‏ هو مصارع هاوي ألماني، ولد في 28 أكتوبر 1912 في Groß-Zimmern ‏ في ألمانيا، وتوفي في 30 ديسمبر 1978 في شتوتغارت في ألمانيا.

## وصلات خارجية
- يوهانس هربرت على موقع قاعدة بيانات المصارعة الدولية (الإنجليزية)
- يوهانس هربرت على موقع أوليمبيديا (الإنجليزية)